# Anne Raffenel
Pour le philhellène, voir Claude Denis Raffenel.
Pour le général français, voir Léon Raffenel.
Anne-Jean-Baptiste Raffenel, né au Château de Versailles le 26 avril 1809 et mort le 13 mai 1858 à Saint-Denis de La Réunion, est un explorateur et écrivain français.

## Biographie
Né à Versailles le 26 avril 1809, fils de Claude Raffenel, lieutenant au 1er Régiment de Vétérans en station à Versailles et de Jeanne Dauge, il visite, de 1826 à 1842, les Antilles, le Brésil, les États-Unis, Madagascar, l'île Bourbon, le Sénégal. Il est chargé en 1843 d'explorer la Falémé et les pays riverains, et publie à son retour un Voyage dans l'Afrique occidentale (1846).
Il entreprend peu après de traverser l'Afrique dans toute sa largeur, mais est pris et dépouillé sur les limites du Ségou, et ne peut aller plus loin. Il profite de sa captivité pour rédiger un Nouveau voyage dans le pays des Nègres, qui paraît en 1856.
En 1855, il est nommé gouverneur des établissements français de Madagascar, et meurt à Saint-Denis (La Réunion) le 13 mai 1858 à l’âge de 49 ans.